# Luzern

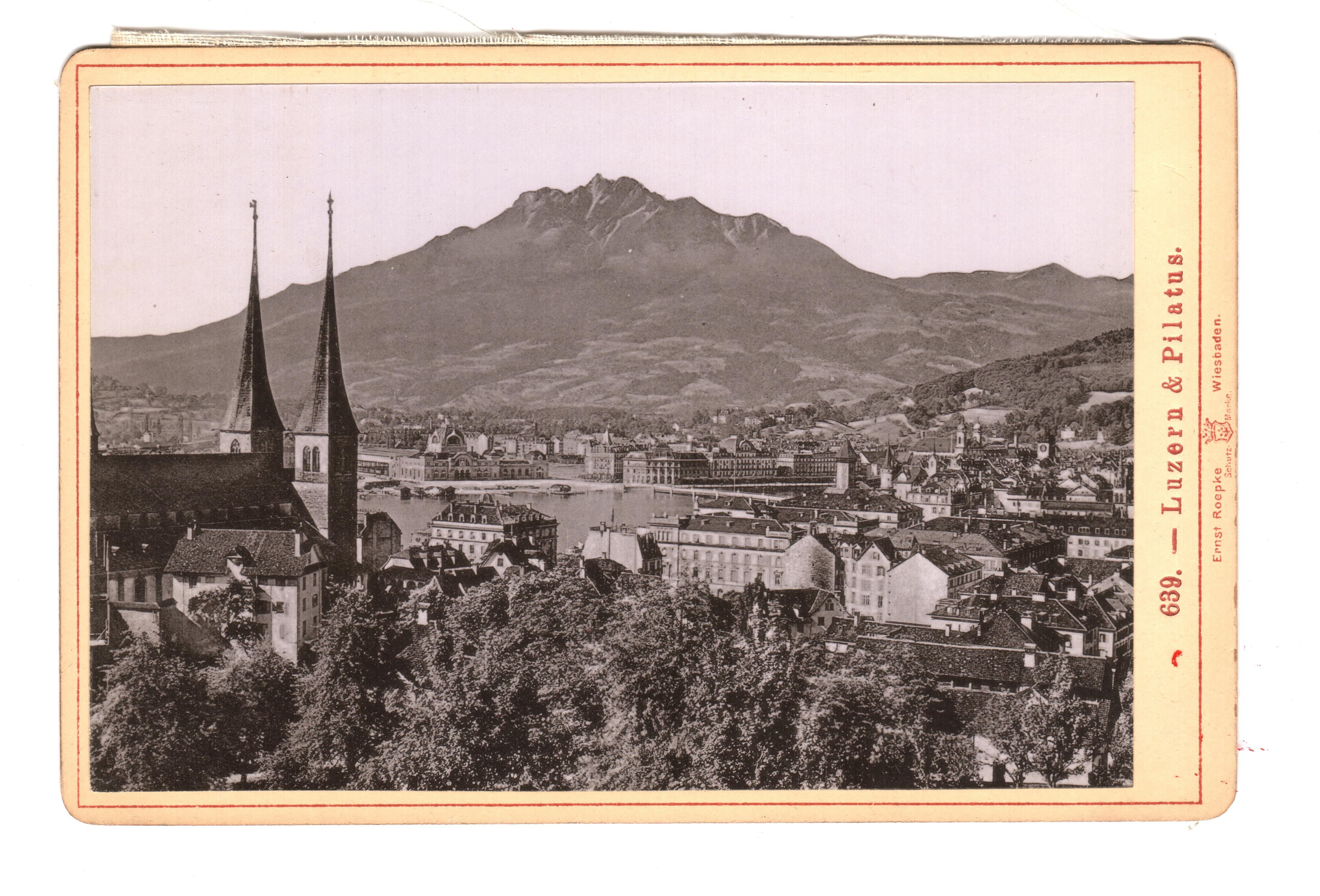
Luzern látképe a 19. sz. végén a Pilátusról

Luzern (németül Luzern, franciául és angolul Lucerne, olaszul és rétorománul Lucerna, a helyi dialektusban Lozärn) svájci város, az azonos nevű kanton és körzet székhelye, Középsvájc társadalmi, gazdasági és kulturális központja.

## Földrajza
A Luzerni-tó (Vierwaldstätti-tó) északnyugati végénél fekszik. A Luzernt körülvevő Pilatus és Rigi hegyek, valamint a tó festői szépsége korán, már 1840-től a turizmus fellegvárává emelte a várost. Több más híd mellett a világ legrégebbi fedett fahídjai, a Kapellbrücke és a Spreuerbrücke kötik össze az óvárost (északi rész) és az újvárost (déli rész).
A város 24,15 négyzetkilométeres területének 60,4%-a lakóterület; 11,6%-a mezőgazdasági zóna és 25,9%-a erdő. Luzernhez tartozik még a Bürgenstock hegy északi részének egy nyúlványa is. 

### Kerületek
Luzern városát kerületekre (Stadtkreis) osztják fel:
Jobb part
| Kerület/Terület         | Sorszám | BFS-kód |
| ----------------------- | ------- | ------- |
| Oberseeburg-Rebstock    | 1       | 1061001 |
| Würzenbach-Schädrüti    | 2       | 1061002 |
| Bellerive-Schlössli     | 3       | 1061003 |
| Halde-Lützelmatt        | 4       | 1061004 |
| Wesemlin-Dreilinden     | 5       | 1061005 |
| Maihof-Rotsee           | 6       | 1061006 |
| Hochwacht-Zürichstrasse | 7       | 1061007 |
| Altstadt-Wey            | 8       | 1061008 |
| Bramberg-St.Karli       | 9       | 1061009 |
| Kantonsspital-Ibach     | 10      | 1061010 |

Bal part
| Kerület/Terület          | Sorszám | BFS-kód |
| ------------------------ | ------- | ------- |
| Baselstrasse-Bernstrasse | 11      | 1061011 |
| Bruch-Gibraltar          | 12      | 1061012 |
| Obergütsch-Untergütsch   | 13      | 1061013 |
| Hirschmatt-Kleinstadt    | 14      | 1061014 |
| Obergrund-Allmend        | 15      | 1061015 |
| Neustadt-Voltastrasse    | 16      | 1061016 |
| Unterlachen-Tribschen    | 17      | 1061017 |
| Sternmatt-Hochrüti       | 18      | 1061018 |
| Langensand-Matthof       | 19      | 1061019 |

A helyi Szövetségi Statisztikai Hivatal technikai okokból hozzárendelte a 99-es kerületszámot a bürgenbergi erdőhöz:
| Kerület/Terület   | Sorszám | BFS-kód |
| ----------------- | ------- | ------- |
| Bürgenberg Wald 1 | 99      | 1061099 |

Luzerni látkép
 a Kapellbrücke híddal és a hozzá tartozó toronnyal, jobbról a Seebrücke híd

## Látnivalók

### Történelmi

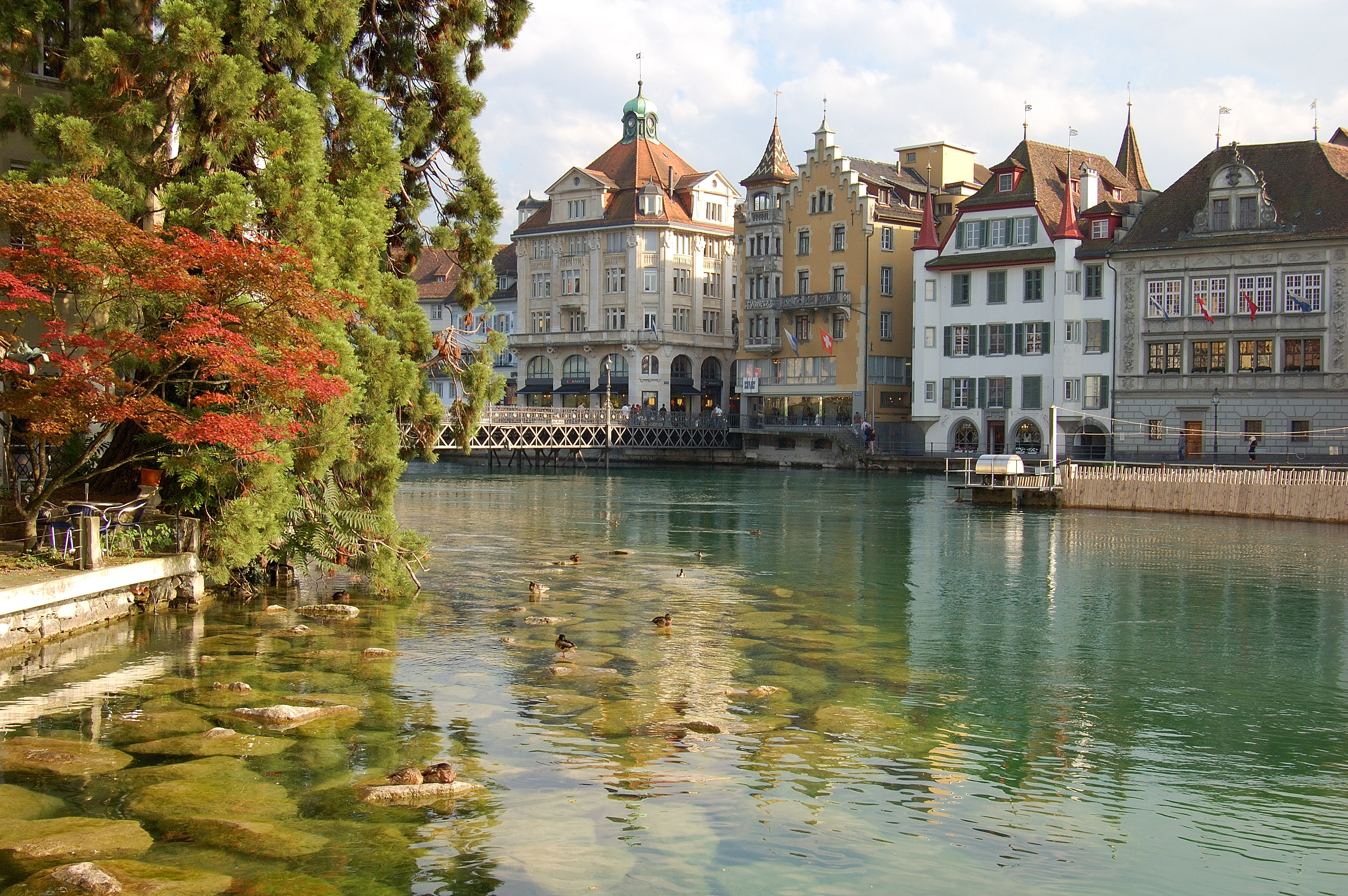
Luzern óvárosa kilátással a Reuss folyóra

- Kapellbrücke (fahíd víztoronnyal)

Mivel a várost kettészeli a Reuss folyó, több híd is épült rajta. A leghíresebb az 1332-es építésű, 170 méter hosszú Kapellbrücke, amely a világ legidősebb fedett fahídja. A híd nagy része 1993-ban leégett, de mivel 1960-ban renoválták és minden elemét gondosan regisztrálták, a tűzvész után rekonstruálni tudták. A homlokzatán lévő, háromszög alakú, középkori festmény viszont menthetetlenül odaveszett. A híd közepén található Luzern egyik ismertetőjele, a nyolcszögletű alapra épült víztorony. A híd és a torony a város védelmi vonalának részét képezték, ezért a torony oldalán magasabbak a korlátok.
- Altstadt (Óváros)
- Rathaus (Városháza) épült 1602–1604 között, neoreneszánsz stílusban, parasztházas tetővel
- Spreuerbrücke (híd)
- Museggmauer és Museggtürme (az északi védelmi vonalat alkotó városfal és az őrtornyok 1350–1403 között épültek)
- Löwendenkmal (Oroszlánemlékmű) (Bertel Thorvaldsen, 1819)
- Nadelwehr (1860)
- Matthäuskirche – neogótikus templom
- Jesuitenkirche – barokk stílusú jezsuita templom
- Hofkirche – a legjelentősebb reneszánsz templom Svájcban
- Peterskapelle – kápolna
- Gotthardgebäude – neoreneszánsz épület

### Múzeumok
- Verkehrshaus der Schweiz – közlekedési múzeum. A legnagyobb és a legtöbbet látogatott múzeum Svájcban. Nagy gyűjteménye van mozdonyokból, autókból, hajókból és repülőgépekből. Tartalmaz továbbá egy IMAX-mozit, egy nagy planetáriumot és egy 200 m²-es légifotótérképet Svájcról, amelyre rá szabad lépni.
- Bourbaki-Panorama – a világ legnagyobb panorámakörképe (Edouard Castres, 1881)
- Richard-Wagner-Museum – Richard Wagner szobái és klasszikus hangszerekből álló gyűjteménye egy idillikus vidéki házban, ahol rendszeresen rendeznek zenei és költészeti esteket.
- Sammlung Rosengart – Pablo Picasso és Paul Klee munkái
- Picasso-Museum – rajzok és grafikák a Rosengart gyűjteményből
- Hans Erni Museum – A híres luzerni festő, Hans Erni múzeuma a fent említett Verkehrshausban található.
- Kunstmuseum Luzern – Művészeti Múzeum
- Alpineum Luzern – 3D-Alpok-Panoráma/Dioráma
- Gletschergarten – Közvetlenül az oroszlánemlékmű mellett található. Luzern területét mutatja be a Würm-glaciálisban 20 000 évvel ezelőtt illetve szubtrópusi éghajlattal 20 millió évvel ezelőtt.
- Historisches Museum – A Történeti Múzeum, mely elevenen és testközelből mutatja be a történelmet.
- Naturmuseum Luzern – Közép-Svájc állat- és növényvilágát mutatja be.

### Modern építészet

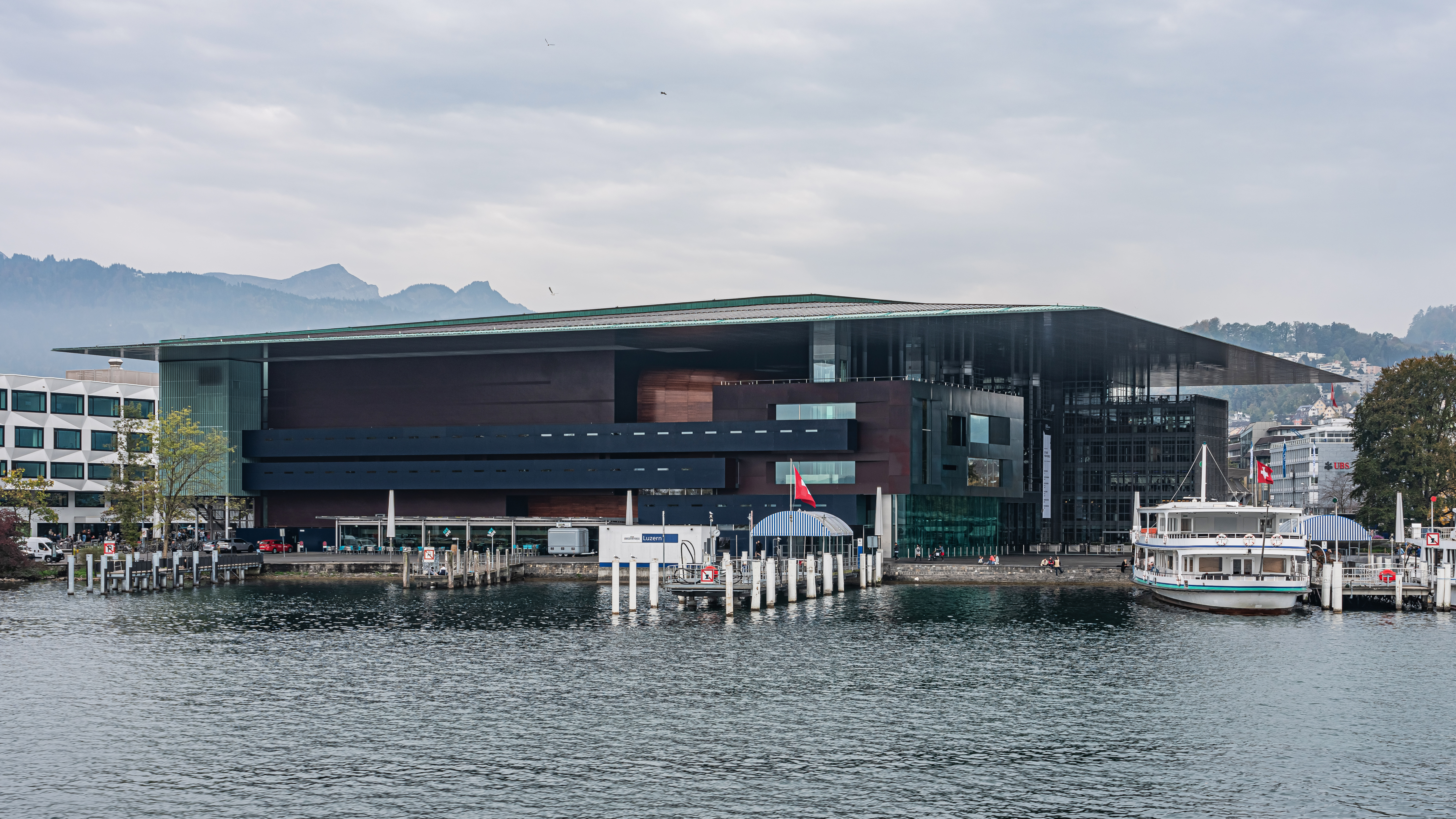
Kulturális és Kongresszusi Központ

- Kultur- und Kongresszentrum Luzern (KKL) – kulturális és kongresszusi központ közvetlenül a tóparton (építész: Jean Nouvel, 1999)
- Pályaudvar (1991)
- Hotel – szintén Jean Nouvel tervezte étteremmel és bárral. A Sempacherstrasse 14. sz. alatt található.
- Schönbühl lakóház (épült: 1965–1968, építész: Alvar Aalto)

### Látnivalók a környéken
- A 2118 méter magas Pilátus-hegyen van a Pilatussee tó, amely egy monda szerint Pontius Pilatus nyugvóhelye, ezért a középkorban szigorúan tilos volt megmászni. 2008-ban a hegy mindkét oldalról megközelíthető volt. Az alpnachi oldalról a világ legmeredekebb fogaskerekű vasútja visz fel, a luzerni oldalról pedig egy Panorama-Gondelbahn és egy libegő. Luzernből az 1-es busszal 15 perc a „Pilatus” megálló, onnan 5 perc gyalog a „Talstation” megálló.
- A Rigi hegy a „hegyek királynőjeként” is ismert. Ott építették Európa első hegyi vasútját.
- Az öt darab kerekes gőzhajó (Uri, Stadt Luzern, Unterwalden, Gallia és Schiller) alkotja a világ legnagyobb aktív édesvízi gőzhajóflottáját. (A Luzerni-tó Hajózási Társaság, németül Schifffahrtsgesellschaft des Vierwaldstättersees, röviden SGV kezelésében.)

## Rendszeres rendezvények/fesztiválok
- A luzerni farsang (Luzerner Fasnacht) hamvazószerdáig tart az azt megelőző csütörtöktől (torkos csütörtök, németül Schmotziger Donnerstag)
- A luzerni Óvárosfesztivált (Luzerner Altstadtfest) június utolsó hetében rendezik meg a Reuss két partján, 17 helyszínen.
- A Fumetto képregényfesztivált minden évben tavasszal rendezik meg.
- A Luzerni Blues Fesztivált (Lucerne Blues Festival) 1995 óta rendezik meg, és már több díjjal kitüntették.

(2006-ban például a „Keeping The Blues Alive“-díjat nyerte el, amelyet akkor adtak legelőször Amerikai Egyesült Államokon kívüli rendezvénynek.)
- A Lucerne Festival (korábban Musikfestwochen) egy zenei fesztivál, ahol a világ legjobb szimfonikus zenekarai közül is lépnek fel a fent említett KKL-ben.
- Blue Balls Festival – Nyaranta megrendezett Jazzfesztivál.
- Seenachtsfest – Augusztus elsején, a svájci nemzeti ünnepen rendezik meg tűzijátékkal.
- A Rose d’Or (Aranyrózsa) tévéfesztivált 2004 óta évente rendezik meg Luzernben.
- A Funk am See ingyenes szabadtéri koncert kétévente (minden páros évben) a Lido-gyepen (Lido-Wiese) a Közlekedési Múzeum előtt pop, rock és hiphop témában.
- Spitzenleichtathletik Luzern – évente megrendezett, nemzetközi atlétikai találkozó.
- Luzerner Stadtlauf – évente megrendezett futás az ó- és újvároson át.
- Luzerner Mittelalter Spektakel – 2001 óta rendezik meg évente ezt a háromnapos középkori témájú fesztivált. Banketteket, workshopokat, koncerteket és sok más akciót szerveznek. Ennek keretében 2004 óta a Franziskanerplatzot középkori vásártérré alakítják.

## Lakosság
1975-ben még mintegy 75 000 főből állt Luzern lakossága. Ez 2006 végére 57 890 főre csökkent, ami részben annak tudható be, hogy az emberek a városhatáron kívülre költöztek. Az agglomeráció népessége körülbelül 200 000 fő a környező településeken, nevezetesen Horw, Kriens, Littau, Emmen, Ebikon, Adligenswil, Meggen, Buchrain és Dierikon községekben.

## Közlekedés
A város és az agglomeráció megközelíthető síneken, közúton és vízen is.
A Svájci Szövetségi Vasút (németül Schweizerische Bundesbahnen, röviden SBB), a Zentralbahn és a BLS AG szolgáltat vasúti közlekedést távolsági, regionális és S-Bahn tekintetében. Közúti szolgáltatást nyújt buszokkal a Verkehrsbetriebe Luzern, az Auto AG Rothenburg, a Rottal AG és a Postauto. A környező községek viszonylatában vízi személyszállítással a kerekes gőzhajóiról híres SGV foglalkozik. Ezek a vállalkozások mind Luzern város és Luzern régió megbízásából működnek.
Áthalad a városon (részben alagútban) észak-déli irányban az A2 autópálya. A Reussporttunnel alagút Svájc egyik legforgalmasabb autópályaszakasza. A fel- és lehajtók (északról délre haladva) a következők: Emmen-Süd, Luzern-Zentrum, Luzern-Kriens és Luzern-Horw. Emmen-Süd az északi kerületekbe vezet, Kriens és Horw pedig a déli kerületek felé célszerűbb, mint a Luzern-Zentrum. A közúti közlekedési hivatal Strassenverkehrsamt Kriensnél található az autópályán, a körforgalom közelében.

## Felsőfokú képzés
2000-ben alapították meg a Luzerni Egyetemet az ország tizedik egyetemeként. Teológiai, Bölcsész és Jogi karokkal rendelkezik. Emellett Luzern a Középsvájci Szakfőiskola (Fachhochschule Zentralschweiz, röviden FHZ) központja is, annak öt részintézményével. A Középsvájci Tanárképző Főiskola (Pädagogische Hochschule Zentralschweiz, röviden PHZ) egyik központja a három közül (Schwyz, Zug, Luzern).
Luzernben található továbbá a MAZ (a svájci újságíróképző), a HSL (Höhere Fachschule für Sozialpädagogik), az SHL (Schweizerische Hotelfachschule Luzern) és a Svájci Hadsereg által működtetett HKA (Schule der höheren Kaderausbildung).

## Politika
A város elnöke Urs W. Studer (1996 óta pártonkívüli, korábban az akkori LP, mai nevén FDP tagja volt). A városi tanács (a végrehajtó hatalom) 5 tagból, a parlament (a törvényhozó hatalom) 48 tagból áll.

### Partnervárosok
- Guebwiller/Murbach, Franciaország, 1978 óta
- Bournemouth, Anglia, 1982 óta
- Cieszyn, Lengyelország, 1992 óta
- Olomouc, Csehország, 1992 óta
- Chicago, USA, 1998 óta
- Potsdam, Németország, 2002 óta

## Kulináris különlegességek
Sok kulináris különlegesség származik Luzernből, mint például a Birnenweggen, a luzerni mézeskalács, a Chügelipaschtete vagy Fritschipastete húspástétom, a Lozärner Rägetröpfli (csokoládés bonbon) és a Lozärner Chatzestreckerli.